# Нечайна-Гурна
Нечайна-Гурна (пол. Nieczajna Górna) — село в Польщі, у гміні Домброва-Тарновська Домбровського повіту Малопольського воєводства.
Населення — 1396 осіб (2011).
У 1975—1998 роках село належало до Тарновського воєводства.

## Географія
У селі бере початок річка Нечайка.

## Демографія
Демографічна структура станом на 31 березня 2011 року:
|          | Загалом | Допрацездатний вік | Працездатний вік | Постпрацездатний вік |
| -------- | ------- | ------------------ | ---------------- | -------------------- |
| Чоловіки | 700     | 178                | 459              | 63                   |
| Жінки    | 696     | 147                | 420              | 129                  |
| Разом    | 1396    | 325                | 879              | 192                  |